# Luís de Meneses, 3.º Conde da Ericeira
Luís de Meneses, 3.° Conde da Ericeira (Lisboa, 22 de julho de 1632 — 26 de maio de 1690) foi um nobre, militar, político, vedor da Fazenda e historiador português do século XVII.

## Biografia

### Família
D. Luís de Meneses era segundo filho de D. Henrique de Meneses, 5.° senhor de Louriçal, e de D. Margarida de Lima, uma filha de João Gonçalves de Ataíde, 5.° Conde de Atouguia.
Com a morte de seu tio-avô D. Diogo de Meneses, 1.º Conde da Ericeira em 1625, o irmão mais velho de D. Luís, D. Fernando de Meneses, tornou-se o 2.° Conde da Ericeira. Em razão de D. Fernando ter tido apenas uma filha, a escritora D. Joana Josefa de Meneses, e portanto uma única herdeira, D. Luís de Meneses se casou com sua sobrinha no dia 1 de maio de 1666, no Convento de Santa Clara, a fim de preservar o título nobiliárquico na família. Eles tinham uma diferença de idade de dezanove anos. O casal teve dois filhos: 
- D. Francisco Xavier de Meneses (1673-1743), mais tarde 4.° Conde da Ericeira;
- D. Maria Madalena de Meneses (1676-1735), que não se casou;

### Ofícios
Comendador de São Cipriano de Angueira, de São Martinho de Frazão e de São Bartolomeu da Covilhã, todas da Ordem de Cristo, Meneses foi general de artilharia durante a Guerra da Restauração e, posteriormente, no Conselho de Estado, foi Vedor da Fazenda sob o reinado de D. Pedro II, cujo partido seguiu nas discórdias e nas intrigas palacianas que conduziram à deposição de D. Afonso VI. Distinguiu-se por diversas reformas úteis ao país, considerando-se que a ele se deve o impulso inicial das manufaturas portuguesas. Por essa razão, ele é considerado por alguns autores como o "Colbert" português.

### Carreira militar
Com o advento da Restauração da Independência em 1640, D. Luís, então com oito anos de idade, entrou ao serviço do Príncipe D. Teodósio de Bragança, o filho mais velho de D. João IV de Portugal.
Em 1650, tendo decidido acompanhar o vice-rei do Estado Português da Índia, D. João da Silva Telo e Menezes, o Conde de Aveiras, que ia partir para o Oriente, foi persuadido a mudar de ideia por D. João da Costa, futuro Conde de Soure, nomeado naquele ano como Governador das Armas da Província do Alentejo, a quem acompanhou. Serviu naquela região até ao fim da guerra, tendo atingido o posto de general da artilharia. Combateu na batalha de São Miguel (1658), na batalha das Linhas de Elvas (1659), na batalha do Ameixial (1663) e na batalha de Montes Claros (1665), entre outras. Como recompensa por ter derrotado as tropas espanholas na passagem do rio Degebe, recebeu o senhorio da vila de Ansião. Com o advento da paz, foi nomeado Governador das Armas da Província de Trás-os-Montes (1673).

### Carreira política
Apoiara claramente Pedro II de Portugal e a aristocracia na crise que culminou na abdicação de Afonso VI de Portugal (1667).
Em 1675 regressou a Lisboa, vindo a ser escolhido para deputado da Junta dos Três Estados, o Conselho Régio que administrava o Exército. Na mesma altura, foi também nomeado Vedor da Fazenda da repartição dos Armazéns e Armadas. Nesses postos, apoiou as ideias mercantilistas que Jean-Baptiste Colbert, ministro de Luís XIV de França, havia implementado em seu país, e introduzidas em Portugal por Duarte Ribeiro de Macedo, nas quais se inscrevem as medidas legislativas anti-sumptuárias e de obrigação de utilização de panos nacionais, como foi o caso da Pragmática de 1677, que proibiu o uso de panos, chapéus, cintos, boldriés e talins estrangeiros.
Após a Restauração, a balança comercial portuguesa a todos preocupava, e a agravá-la, estava a crise no preço do açúcar do Brasil, que após a expulsão dos neerlandeses (1654), passara a sofrer forte concorrência do de Barbados e do de outras colónias francesas e inglesas, oferecidos a preços mais em conta. Em 1668 a arroba valia, na praça de Lisboa, 2.400 réis, em 1675, na mesma praça, apenas 1.000 réis. O argumento principal dos críticos da política económica portuguesa era não tanto a falta de artigos nacionais para compensação interna de consumo, mas os compromissos assumidos pelos tratados então em vigor, e pela possibilidade da recusa que os países estrangeiros fariam aos produtos de exportação portugueses.
Neste contexto, o conde de Ericeira tomou medidas importantes desde 1680, correspondendo-se com Luís de Vasconcelos e Sousa, 2° conde de Castelo Melhor, na Inglaterra, para promover  o estabelecimento de fábricas de panos no Reino de Portugal. Para este fim fez vir mestres e oficiais daquele país, a título de criados da Rainha da Grã-Bretanha, D. Catarina de Bragança, que então se recolhia ao Reino. Essas medidas visavam a tornar Portugal o mais que possível independente da produção estrangeira: à primitiva organização doméstica e artesanal opunha-se um sistema manufactureiro ainda que limitado, com legislação semi-proteccionista, reorganizando as indústrias existentes e implantando novas, de panos (sarjas, baetas e sedas), chapéus, cintos e vidros. Em 1686 renovou a proibição da importação de lanifícios e outros, dando um prazo de dois anos. Apesar disso, nunca os lanifícios ingleses deixaram de circular, mesmo ilegalmente. Mas foi avesso a proteccionismo absoluto e a excessos burocráticos. Na reforma da moeda, Meneses adoptou o processo de serrilha, para evitar o cerceio. Além dos estabelecimentos fabris nacionais, tentou aperfeiçoar a navegação e comércio com os territórios ultramarinos para facilitar o afluxo de matérias-primas e a colocação dos produtos manufacturados; adopção de medidas proteccionistas, afastando a concorrência de outros países no mercado nacional.
Com os mestres e oficiais estrangeiros, estabeleceu teares de tecer panos nas vilas do Fundão, Covilhã, Redondo e Portalegre, que protegeu, resultando em que dez anos depois, estavam fabricando excelentes panos. Os ingleses faziam as diligências para arruinar as fábricas, mas Ericeira as amparava e defendia, conseguindo do soberano a Pragmática de 1687, que lhe ditou, em que proibiu expressamente panos estrangeiros, negando-lhes o despacho nas alfândegas. Nos quatro anos em que as favoreceu a Pragmática, já supriam tais fabricas os panos para o reino e as Conquistas, vestiam as tropas do Exército e da Marinha e iam alguns para fora do Reino, principalmente muitos cortes de vestidos.
Apoiou também a produção de seda, com a plantação de amoreiras e o incentivo à criação de bichos-da-seda em terrenos baldios e em hortas. Em 1678 fez vir, da Itália, numerosos artesãos de sedas. A indústria de curtumes interessava-o, pela abundância dessa matéria-prima no Brasil, e proibiu a importação dos couros ingleses.

### Suicídio
Vítima de depressão, descrita à época como "ataques de melancolia", o Conde da Ericeira cometeu suicídio precipitando-se de uma janela do seu palácio em Lisboa, tendo morte quase que imediata. Os seus restos jazem na Capela-mor do Convento de Nossa Senhora da Graça, naquela cidade, no jazigo de seus ascendentes.

## Obra
Considerado um dos homens mais cultos de sua época, o Conde da Ericeira dedicou-se principalmente à História, sendo autor da obra História de Portugal Restaurado. Assim como sua esposa, ele tinha perfeito conhecimento das línguas francesa, espanhola e italiana. Possuía uma magnífica biblioteca em seu palácio, decorado com pinturas de Charles Le Brun nas salas. Entre as suas obras, contam-se:
- "Compendio panegyrico da vida e acções do Excellentissimo Senhor Luiz Alvares de Tavora, conde de S. João, marquez de Tavora". Lisboa, 1674.
- "Historia de Portugal Restaurado (Parte I)". Lisboa, 1679
- "Historia de Portugal Restaurado (Parte II)". Lisboa, 1698 - Nesta última obra defendeu, na Introdução, a legitimidade da nova dinastia de Bragança, uma vez que a infanta D. Catarina, filha do infante D. Duarte e neta de D. Manuel I, duquesa de Bragança pelo casamento, havia sido ilegalmente afastada da sucessão por Filipe II de Espanha. Nela descreve o período de vinte e sete anos (1640 a 1668), após o qual se celebraram as pazes com Castela. A obra teve diversas impressões: a Parte I, dividida em tomos I e II, Lisboa, 1751; a Parte II, dividida em tomos III e IV, Lisboa, 1751; saiu pela terceira vez em Lisboa, em 1759.
- "Exemplos de virtudes morales en la vida de Jorge Castrioto, llamado Scanderbeg, principe de los Epirotas y Albanezes, etc.,". Lisboa, 1688;
- "Relação do felice successo que conseguiram as armas do Serenissimo principe D. Pedro, nosso senhor, governadas por Francisco de Tavora, governador e capitão general do reino de Angola, contra a rebellião de D. João, rei das Pedras e Dongo, no mez de dezembro de 1671"; saiu anónima e sem ano de impressão;
- "Soneto em applauso do Panegyrico poetico que dedicou a el rei D. Pedro II o principe Seneschal de Ligne, Marquez de Arronches". Lisboa, 1685.

Deixou ainda alguns manuscritos, principalmente em língua castelhana, entre os quais se contavam duas comédias em verso.